# Toshiya Tanaka (fodboldspiller, født 1984)
 For alternative betydninger, se Toshiya Tanaka. (Se også artikler, som begynder med Toshiya Tanaka)
Toshiya Tanaka (født 12. november 1984) er en tidligere japansk fodboldspiller.
Han har spillet for flere forskellige klubber i sin karriere, herunder Sanfrecce Hiroshima og Ehime FC.